# Tamopsis occidentalis
Tamopsis occidentalis är en spindelart som beskrevs av Baehr 1987. Tamopsis occidentalis ingår i släktet Tamopsis och familjen Hersiliidae.
Artens utbredningsområde är Western Australia. Inga underarter finns listade i Catalogue of Life.